# HDMI
High-Definition Multimedia Interface eller HDMI er et proprietær grænsefladespecifikation (engelsk interface), som er en metode til overførsel af ukomprimerede digitale audio/video-signaler som er kendetegnende for High Definition TV (HDTV).
De fleste nye fladskærme betegnes som "HD-ready" eller "Fuld HD", hvilket bl.a. indebærer at de er forsynet med HDMI-indgang.
Standarden understøtter forskellige båndbredder, farvedybder og funktioner alt efter HDMI revisionen:
- HDMI rev. 1.0
- HDMI rev. 1.2
- HDMI rev. 1.3[1]
- HDMI rev. 1.4a[2]
- HDMI rev. 1.4b
- HDMI rev. 2.0a
- HDMI rev. 2.0b
- HDMI rev. 2.1a
- HDMI rev. 2.1b
- HDMI rev. 2.2

De fysiske HDMI-kabelstik minder lidt om, men er ikke identiske med USB-stik.

## Specifikationer
| HDMI-version                            | 1.0 – 1.2a                                                           | 1.3 – 1.3a                         | 1.4 – 1.4b                                           | 2.0 – 2.0b                                           | 2.1 – 2.1b                                         |
| --------------------------------------- | -------------------------------------------------------------------- | ---------------------------------- | ---------------------------------------------------- | ---------------------------------------------------- | -------------------------------------------------- |
| Udgivelsesdato                          | - Dec 2002 (1.0) - Maj 2004 (1.1) - Aug 2005 (1.2) - Dec 2005 (1.2a) | - Jun 2006 (1.3) - Nov 2006 (1.3a) | - Jun 2009 (1.4) - Mar 2010 (1.4a) - Okt 2011 (1.4b) | - Sep 2013 (2.0) - Apr 2015 (2.0a) - Mar 2016 (2.0b) | - Nov 2017 (2.1) - Feb 2022 (2.1a) Aug 2023 (2.1b) |
| Signalspecifikationer                   |                                                                      |                                    |                                                      |                                                      |                                                    |
| Max. transmissionsbithastighed (Gbit/s) | 4.95                                                                 | 10.2                               | 10.2                                                 | 18.0                                                 | 48.0                                               |
| Max. datahastighed (Gbit/s)             | 3.96                                                                 | 8.16                               | 8.16                                                 | 14.4                                                 | 42.0                                               |
| Max. TMDS tegnhastighed (MHz)           | 165(§3)                                                              | 340                                | 340                                                  | 600(§6.1.1)                                          | Red X                                              |
| Datakanaler                             | 3                                                                    | 3                                  | 3                                                    | 3                                                    | 4                                                  |
| Kodningsskema                           | TMDS(§5.1)                                                           | TMDS                               | TMDS                                                 | TMDS                                                 | 16b/18b                                            |
| Kodningseffektivitet                    | 80%                                                                  | 80%                                | 80%                                                  | 80%                                                  | 88.8%                                              |
| Kompression                             | –                                                                    | –                                  | –                                                    | –                                                    | DSC 1.2a (optionel)                                |
| Farveformat support                     |                                                                      |                                    |                                                      |                                                      |                                                    |
| RGB                                     | Ja(§6.2.3)                                                           | Ja                                 | Ja                                                   | Ja                                                   | Ja                                                 |
| Y′CBCR 4:4:4                            | Ja(§6.2.3)                                                           | Ja                                 | Ja                                                   | Ja                                                   | Ja                                                 |
| Y′CBCR 4:2:2                            | Ja(§6.2.3)                                                           | Ja                                 | Ja                                                   | Ja                                                   | Ja                                                 |
| Y′CBCR 4:2:0                            | Nej                                                                  | Nej                                | Nej                                                  | Ja(§7.1)                                             | Ja                                                 |
| Farvedybde support                      |                                                                      |                                    |                                                      |                                                      |                                                    |
| 08 bpc (24 bit/px)                      | Ja(§3)                                                               | Ja                                 | Ja                                                   | Ja                                                   | Ja                                                 |
| 10 bpc (30 bit/px)                      | Ja                                                                   | Ja                                 | Ja                                                   | Ja                                                   | Ja                                                 |
| 12 bpc (36 bit/px)                      | Ja                                                                   | Ja                                 | Ja                                                   | Ja                                                   | Ja                                                 |
| 16 bpc (48 bit/px)                      | Nej                                                                  | Ja(§6.5)                           | Ja                                                   | Ja                                                   | Ja                                                 |
| Farverum understøttelse                 |                                                                      |                                    |                                                      |                                                      |                                                    |
| SMPTE 170M                              | Ja(§6.7.1)                                                           | Ja                                 | Ja                                                   | Ja                                                   | Ja                                                 |
| ITU-R BT.601                            | Ja(§6.7.1)                                                           | Ja                                 | Ja                                                   | Ja                                                   | Ja                                                 |
| ITU-R BT.709                            | Ja(§6.7.2)                                                           | Ja                                 | Ja                                                   | Ja                                                   | Ja                                                 |
| sRGB                                    | Nej                                                                  | Ja(§6.7.1.3)                       | Ja                                                   | Ja                                                   | Ja                                                 |
| xvYCC (601 and 709)                     | Nej                                                                  | Ja(§6.7.2.3)                       | Ja                                                   | Ja                                                   | Ja                                                 |
| sYCC601                                 | Nej                                                                  | Nej                                | Ja(§6.7.2.4)                                         | Ja                                                   | Ja                                                 |
| Adobe YCC601                            | Nej                                                                  | Nej                                | Ja(§6.7.2.5)                                         | Ja                                                   | Ja                                                 |
| Adobe RGB (1998)                        | Nej                                                                  | Nej                                | Ja(§6.7.2.5)                                         | Ja                                                   | Ja                                                 |
| ITU-R BT.2020                           | Nej                                                                  | Nej                                | Nej                                                  | Ja(§7.2.2)                                           | Ja                                                 |
| Audio specifikationer                   |                                                                      |                                    |                                                      |                                                      |                                                    |
| Max. sample hastighed per kanal (kHz)   | 192(§7.3)                                                            | 192                                | 192                                                  | 192                                                  | 192                                                |
| Max. aggregeret sample hastighed (kHz)  | ?                                                                    | ?                                  | 768(§7.3)                                            | 1536(§9.2)                                           | 1536                                               |
| Sample størrelse (bits)                 | 16 – 24(§7.3)                                                        | 16 – 24                            | 16 – 24                                              | 16 – 24                                              | 16 – 24                                            |
| Maksimum antal audio kanaler            | 8(§7.3.1)                                                            | 8                                  | 8                                                    | 32(§8.3.1)                                           | 32                                                 |
| HDMI-version                            | 1.0 – 1.2a                                                           | 1.3 – 1.3a                         | 1.4 – 1.4b                                           | 2.0 – 2.0b                                           | 2.1 – 2.1b                                         |

1. ↑  Total transmissionsbithastighed er lig med antallet af datakanaler multipliceret med bithastighed per kanal (binære cifre sendt per sekund). Hver kanal sender én bit (binært ciffer) per signal, and signaler ved ti gange tegnhastigheden. Derfor er den totale transmissionsbithastighed (i Mbit/s) = 10 bits × (tegnhastighed i MHz) × (# af datakanaler).
2. ↑  Nogle af de sendte bits bliver anvendt til kodningsformål i stedet for at repræsentere data, så hastigheden med hvilken videodata kan sendes med over HDMI-grænsefladen er kun en del af den totale bithastighed.
3. ↑  TMDS tegnhastigheden er antallet af 10-bit TMDS tegn per sekund sendt over én HDMI datakanal. Det bliver nogle gange uformelt refereret til som pixel-clock eller TMDS-clock, fordi disse termer tidligere var ækvivalente i tidligere HDMI versioner.[15](§4.2.2)
4. ↑  TMDS encoding anvender 10 bits af transmissionen til at sende 8 bits af data, så kun 80% af transmissionsbithastigheden er tilgængelig for datagennemløb. 16b/18b kodning anvender 18 bits af båndbredden til at sende 16 bits af data, så 88.8% transmissionsbithastigheden er tilgængelig for datagennemløb.
5. ↑  Selvom HDMI 1.4 ikke officielt tillader 4:2:0 chroma subsampling, har NVIDIA og AMD tilføjet 4:2:0 understøttelse til deres HDMI 1.4 grafikkort via driver opdateringer[20]
6. 1 2  HDMI 1.0 – 1.2a tillader kun 10 bpc og 12 bpc farvedybde når Y′CBCR 4:2:2 farveformat anvendes. Når RGB eller Y′CBCR 4:4:4 anvendes, er kun 8 bpc farve tilladt.[16](§6.5)
7. ↑  sRGB med BT.601 matrix, defineret i IEC 61966-2-1/Amendment 1. Er istand til at repræsentere out-of-gamut farver[21](§6.7.2.4)  à la xvYCC.[22]
8. ↑  Adobe RGB med BT.601 matrix, defineret i IEC 61966-2-5 Annex A.[21](§6.7.2.4)